# Lisserpoelpolder
De Lisserpoelpolder is een polder en een voormalig waterschap in de Nederlandse provincie Zuid-Holland, in de gemeenten Lisse en Sassenheim. Het waterschap was verantwoordelijk voor de drooglegging (voltooid in 1624) en later de waterhuishouding in de polder.
De polder grenst in het oosten aan de Rooversbroekpolder en in het noorden aan de Lisserbroekpolder.